# Banesh Hoffmann
Banesh Hoffmann (Richmond, Surrey, 6 de septiembre de 1906 - Nueva York, 5 de agosto de 1986) fue un matemático y físico británico conocido por su colaboración con Albert Einstein . 

## Vida
Estudió matemáticas y física teórica en la Universidad de Oxford y se doctoró en la Universidad de Princeton. 
En el Instituto de Estudios Avanzados de Princeton, Hoffmann colaboró con Einstein y Leopold Infeld en el clásico artículo Ecuaciones gravitacionales y el problema del movimiento. El trabajo de Einstein sobre la relatividad general se basó en dos ideas. La primera fue la ecuación del movimiento: una partícula seguiría el camino más corto en el espacio-tiempo de cuatro dimensiones. La segunda fue cómo la materia afecta la geometría del espacio-tiempo. Einstein, Infeld y Hoffmann demostraron que la ecuación del movimiento se deducía directamente de la ecuación de campo que definía la geometría.
En 1937, Hoffmann se unió al departamento de matemáticas del Queens College (Universidad Municipal de Nueva York, donde permaneció hasta fines de los años 1970. En otoño impartía un curso sobre mecánica clásica y cuántica y un curso de matemáticas avanzadas. En la primavera enseñaba las teorías especial y general de la relatividad.
En julio de 1938 se casó con Doris Marjorie Goodday, tuvieron un hijo (Laurence) y una hija (Deborah). 
Uno de los premios que el departamento de matemáticas del Queens College otorga a los estudiantes graduados de último año lleva su nombre. 

## Obras
Hoffmann fue coautor de Albert Einstein: Creador y rebelde con la secretaria de Einstein, Helen Dukas. La pareja colaboró nuevamente en la compilación de Albert Einstein: El lado humano, una colección de citas de las cartas de Einstein y otros documentos personales.  
También escribió La extraña historia de lo cuántico,  Acerca de los vectores,   La relatividad y sus raíces,   y La tiranía de las pruebas . Fue miembro de The Baker Street Irregulars y escribió el cuento "Sherlock, Shakespeare y la bomba", publicado en Ellery Queen's Mystery Magazine en 1966.